# Forças Armadas da Espanha
As Forças Armadas de Espanha são uma organização de caráter oficial encarregada da defesa nacional, assim como de garantir  a soberania e independência da Espanha, defender a sua integridade territorial e a ordem constitucional. O comando supremo corresponde ao Rei de Espanha, Filipe VI, segundo o artigo 62 da Constituição. São membros ativos da OTAN e do Eurocorps.
De acordo com o artigo 8.º da constituição espanhola de 1978, as forças armadas são divididas em Exército, Marinha e Força Aérea e Espacial. Além disso, existem duas unidades formadas por membros das três forças, a Guarda Real e a Unidade Militar de Emergências.
As Forças Armadas da Espanha contam atualmente com um efetivo de 130 mil militares na ativa e 345.486 na reserva.

Fuerzas Armadas del Reino de España
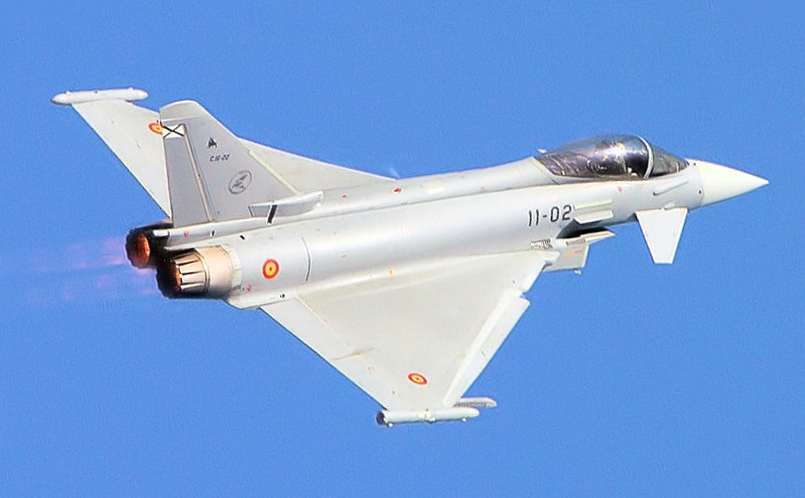
Um Eurofighter Typhoon espanhol.
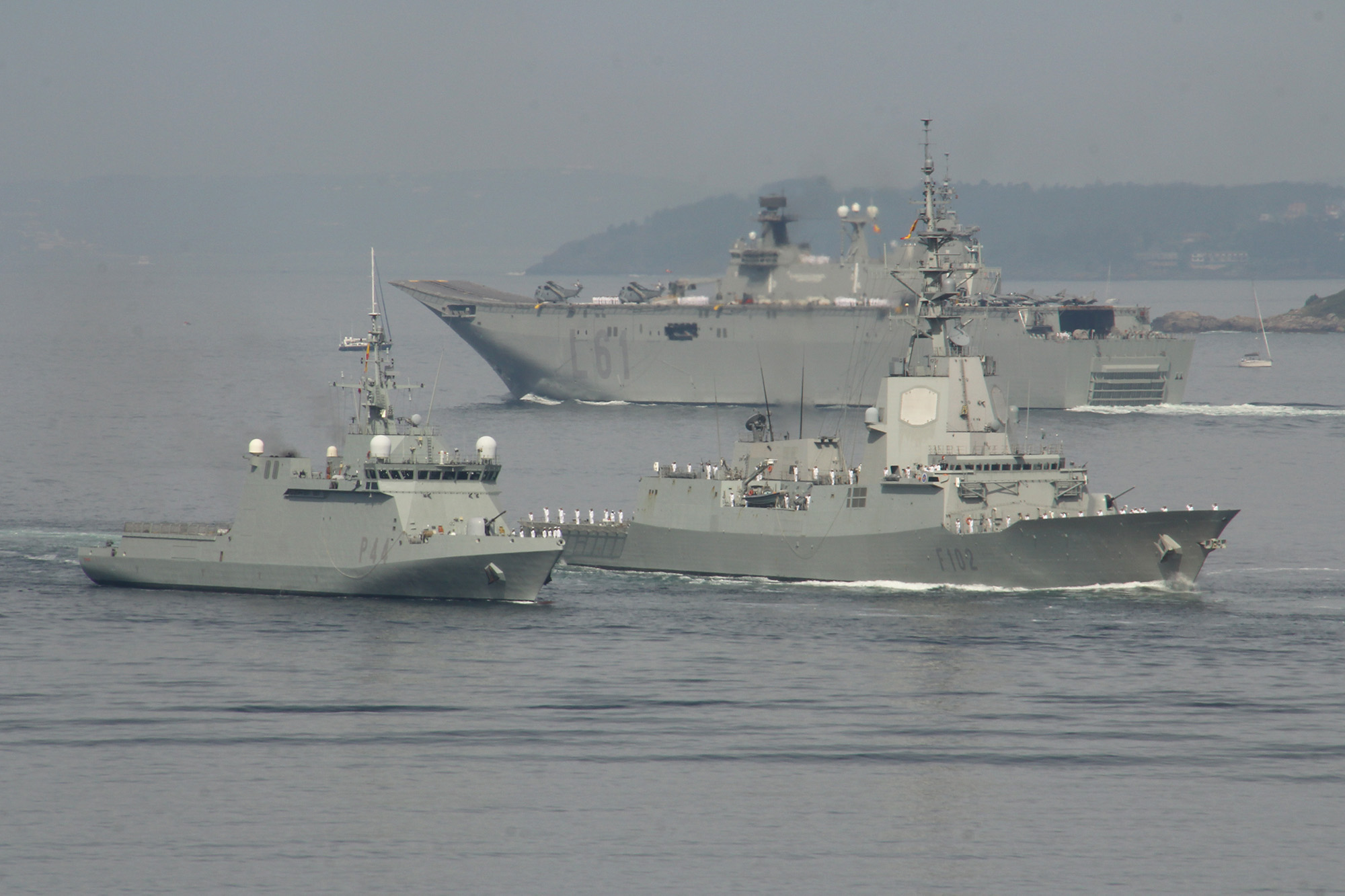
Navios da marinha de guerra da Espanha.
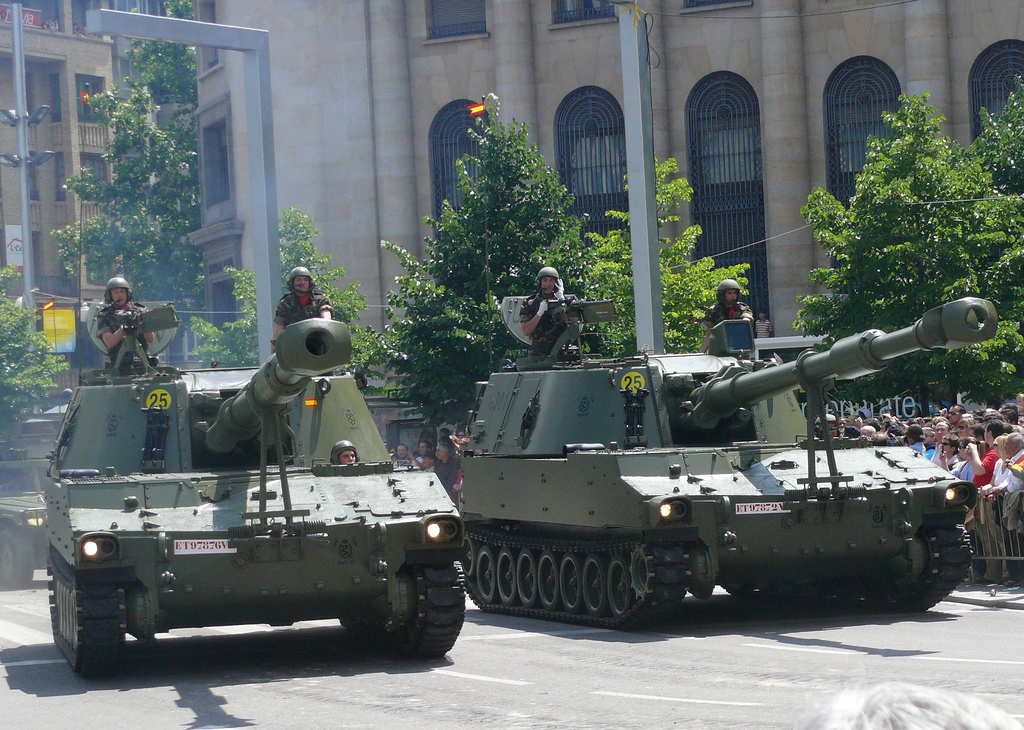
Obuseiros M109 do exército espanhol.